# Invincible Shield
Invincible Shield (укр. Непереможний щит) — дев'ятнадцятий студійний альбом англійського хеві-метал-гурту Judas Priest, випущений 6 березня 2024 року лейблом Sony в Японії, і двома днями пізніше лейблами Columbia та Epic Records. Продюсером альбому виступили гастролюючий гітарист гурту Енді Сніп, який також продюсував альбом Firepower, і Том Аллом, який спродюсував два останні треки альбому («Sons of Thunder» і «Giants in the Sky»).

## Список композицій
Всі пісні написані Гленном Тіптоном, Річі Фолкнером і Робом Гелфордом, окрім «The Lodger», написаної Бобом Гелліганом-молодшим.
| #     | Назва                      | Тривалість |
| ----- | -------------------------- | ---------- |
| 1.    | «Panic Attack»             | 5:25       |
| 2.    | «The Serpent and the King» | 4:19       |
| 3.    | «Invincible Shield»        | 6:21       |
| 4.    | «Devil in Disguise»        | 4:46       |
| 5.    | «Gates of Hell»            | 4:38       |
| 6.    | «Crown of Horns»           | 5:45       |
| 7.    | «As God Is My Witness»     | 4:36       |
| 8.    | «Trial by Fire»            | 4:21       |
| 9.    | «Escape from Reality»      | 4:24       |
| 10.   | «Sons of Thunder»          | 2:58       |
| 11.   | «Giants in the Sky»        | 5:03       |
| 52:36 |                            |            |

| Бонус-треки (делюкс-видання) | Бонус-треки (делюкс-видання) | Бонус-треки (делюкс-видання) |
| #                            | Назва                        | Тривалість                   |
| ---------------------------- | ---------------------------- | ---------------------------- |
| 12.                          | «Fight of Your Life»         | 4:19                         |
| 13.                          | «Vicious Circle»             | 3:01                         |
| 14.                          | «The Lodger»                 | 3:52                         |
| 63:48                        |                              |                              |

## Учасники запису
Judas Priest
- Роб Гелфорд — вокал
- Гленн Тіптон — гітари
- Річі Фолкнер — гітари
- Іен Гілл — бас-гітара
- Скотт Тревіс — барабани

Додатковий персонал
- Енді Сніп — продюсування, мастеринг, зведення, інжиніринг
- Марк Ґіттінс — зведення

Дизайн
- Марк Вілкінсон — обкладинка

## Чарти
| Чарт (2024)                                        | Найвища позиція |
| -------------------------------------------------- | --------------- |
| Australian Albums (ARIA)                           | 16              |
| Австрія Austrian Albums (Ö3 Austria)               | 1               |
| Бельгія Belgian Albums (Ultratop Flanders)         | 3               |
| Бельгія Belgian Albums (Ultratop Wallonia)         | 5               |
| Канада Canadian Albums (Billboard)                 | 16              |
| Хорватія Croatian Foreign Albums (IFPI)            | 1               |
| Чехія Czech Albums (ČNS IFPI)                      | 6               |
| Данія Danish Albums (Hitlisten)                    | 15              |
| Нідерланди Dutch Albums (MegaCharts)               | 5               |
| Фінляндія Finnish Albums (Suomen virallinen lista) | 1               |
| Франція French Albums (SNEP)                       | 5               |
| Греція Greek Albums (IFPI)                         | 2               |
| Німеччина German Albums (Offizielle Top 100)       | 1               |
| Угорщина Hungarian Albums (MAHASZ)                 | 8               |
| Ірландія Irish Albums (OCC)                        | 18              |
| Italian Albums (FIMI)                              | 8               |
| Японія Japanese Albums (Oricon)                    | 7               |
| Japanese Digital Albums (Oricon)                   | 6               |
| Japanese Hot Albums (Billboard Japan)              | 6               |
| New Zealand Albums (RMNZ)                          | 25              |
| Норвегія Norwegian Albums (VG-lista)               | 14              |
| Польща Polish Albums (ZPAV)                        | 2               |
| Португалія Portuguese Albums (AFP)                 | 8               |
| Шотландія Scottish Albums (OCC)                    | 1               |
| Іспанія Spanish Albums (PROMUSICAE)                | 3               |
| Swedish Albums (Sverigetopplistan)                 | 1               |
| Швейцарія Swiss Albums (Schweizer Hitparade)       | 1               |
| Велика Британія UK Albums (OCC)                    | 2               |
| Велика Британія UK Rock & Metal Albums (OCC)       | 1               |
| США Billboard 200                                  | 18              |
| США Top Hard Rock Albums (Billboard)               | 1               |
| США Top Rock Albums (Billboard)                    | 4               |